# William M. Gross
William Milton „Bill“ Gross (* 29. August 1908 in Saint Joseph, Missouri; † 2. Februar 1972 in McAllen, Texas) war ein US-amerikanischer Offizier der US Air Force, der zuletzt als Brigadegeneral zwischen 1963 und 1964 Direktor für Transport im Luftwaffenlogistikkommando (Director of Transportation, Air Force Logistics Command) war.

## Leben

### Offiziersausbildung, Offizier und Zweiter Weltkrieg
William Milton „Bill“ Gross, Sohn von William David Gross (1885–1972) und dessen Ehefrau Fannie Maud Gross (1886–1978), begann nach dem Schulbesuch ein Studium an der Kansas Wesleyan University und trat 1927 in die Kansas National Guard ein. Am 1. Juli 1930 begann er seine Offiziersausbildung an der US Military Academy in West Point und schloss diese 1934 mit einem Bachelor of Science (BSc) ab. Im Anschluss wurde er 1934 als Leutnant (Second Lieutenant) in die Feldartillerie (Field Artillery) der US Army übernommen. Kurz darauf begann er seine Grundausbildung zum Piloten auf dem Militärflugplatz Randolph Field und schloss seine Ausbildung mit dem Fluglizenz 1935 auf dem Militärflugplatz Kelly Field ab. Daraufhin wurde er zur 30. Bomberstaffel (30th Bomb Squadron) auf dem Stützpunkt March Field in Kalifornien versetzt sowie im September 1937 als Assistierender Operationsoffizier zur Technischen Schule des Luftkorps (US Army Air Corps Technical School) auf dem Stützpunkt Chanute Field in Illinois. Im Februar 1938 begann er einen Lehrgang für Waffentechnik an dieser Schule, den er im September 1939 abschloss. Danach wurde er als Bombensichtungsoffizier zur 29. Bomberstaffel (29th Bomb Squadron) auf den Stützpunkt Clark Field auf die Philippinen versetzt sowie im Anschluss im Dezember 1940 als Hauptmann (Captain) und Technischer Offizier zum Luftkampfkommando (US Army Air Forces Combat Command) auf dem Militärflugplatz Bolling Field in Washington, D.C., ehe er dort Kommandeur der Hauptquartierstaffel (Headquarters Squadron) wurde.

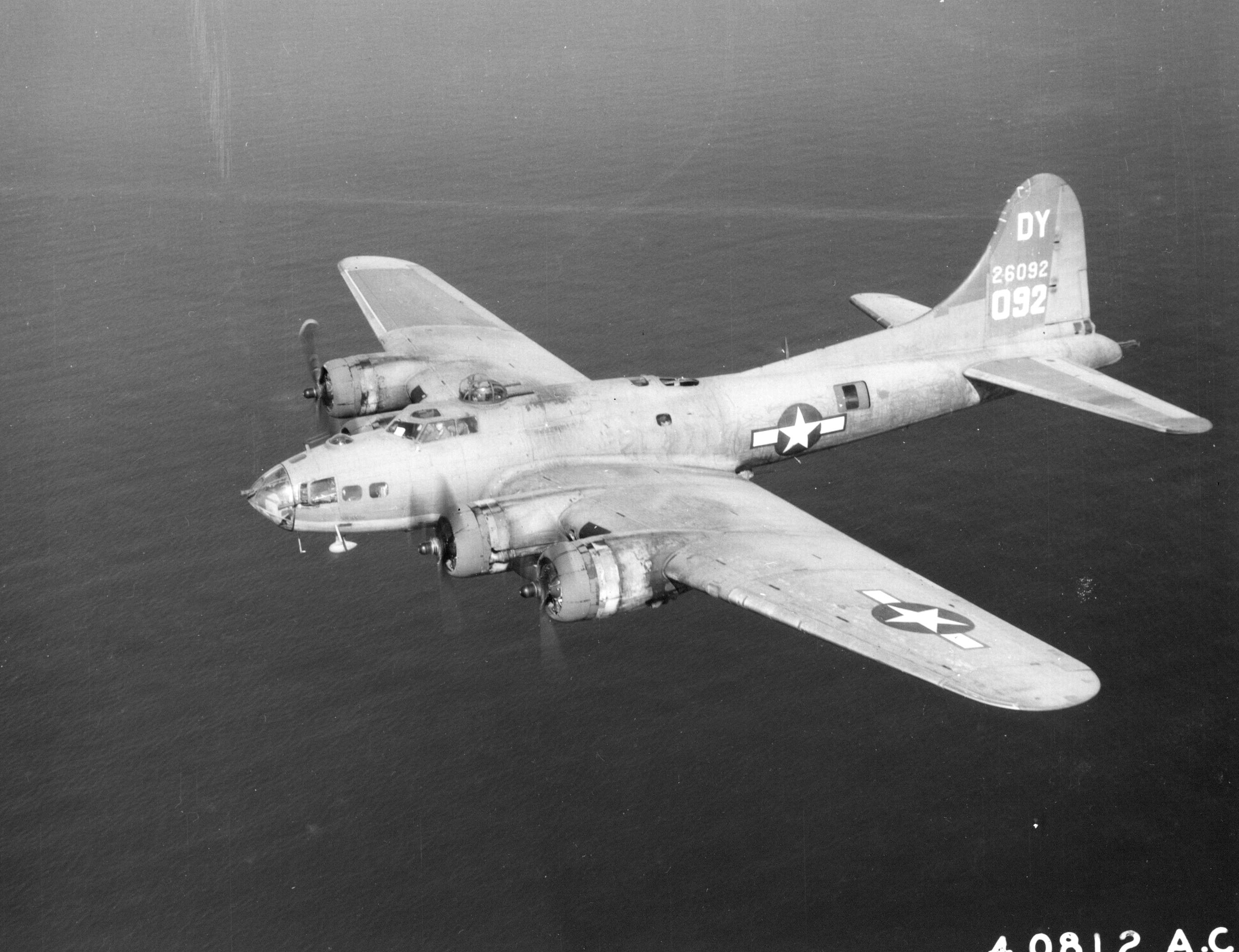
Oberst Gross war zwischen 1943 und 1945 Kommandeur des mit Boeing B-17 Flying Fortress-Bombern ausgestatteten 1. Kampfbombergeschwaders (Commanding Officer, 1st Combat Bombardment Wing).

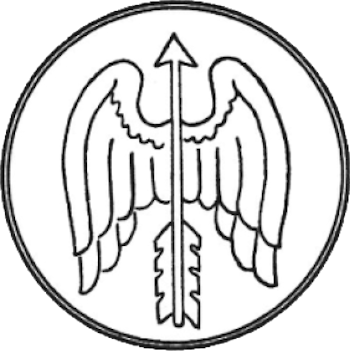
Emblem des 1. Kampfbombergeschwaders (1st Combat Bombardment Wing).

Nach dem Eintritt der Vereinigten Staaten in den Zweiten Weltkrieg am 11. Dezember 1941 wurde Gross am 23. Januar 1942 zum Oberstleutnant der Army of the United States (AUS) ernannt, die nach dem Angriff auf Pearl Harbor am 7. Dezember 1941 aufgestellt und nach Ende des Zweiten Weltkrieges deaktiviert wurde. Im Laufe des Zweiten Weltkrieges wurde er am 10. März 1942 zunächst zum stellvertretenden Chef des Stabes für Material und Logistik (Acting Staff Officer for Material & Logistics (G-4), 8th Air Force Staging Area) eines Notfallstabs in Fort Dix in New Jersey ernannt, um das 8. Luftunterstützungskommando (8th Air Force Service Command) für den Einsatz in Übersee vorzubereiten. Nach seiner Ankunft in Bushy Park in London wurde er am 16. April 1942 Assistierender Chef des Stabes für Operationen und Ausbildung des 8. Luftunterstützungskommandos (Assistant Chief of Staff for Operations & Training (A-3), 8th Air Force Service Command) und in dieser Funktion am 16. November 1942 zum Oberst der Army of the United States ernannt. Nachdem er zwischen dem 28. April und dem 15. Juni 1943 stellvertretender Kommandeur XO (Executive Officer) war, fand er vom 16. Juni bis zum 16. September 1943 Verwendung als Kommandeur (Commanding Officer) des im Vereinigten Königreich stationierten 101. Provisorischen Kampfgeschwaders (101st Provisional Combat Wing). Er leitete am 17. August 1943 den ersten Luftangriff auf Schweinfurt und wurde hierfür durch die Allgemeine Verordnung General Orders No. 223 des Hauptquartiers der Achten US-Luftflotte (Eighth Air Force) 1943 mit dem Silver Star ausgezeichnet.
Am 17. September 1943 wurde Gross Kommandeur des ebenfalls in England stationierten 1. Kampfbombergeschwaders (1st Combat Bombardment Wing) und verblieb auf diesem Posten bis August 1945. Am 21. Januar 1944 wurde er zum Brigadegeneral der Army of the United States ernannt und gehörte damit zu den ganz wenigen Offizieren, die den Rang eines Brigadegenerals erreichten, bevor sie zehn Jahre Militärdienst absolvierten. Am 30. Mai 1944 leitete er eine Gruppe von Boeing B-17 Flying Fortress-Bombern von seiner Position im führenden Flugzeug der Formation aus bei einem Bombenangriff über Deutschland. Gekonnt vermied er auf dem Weg Gebiete, von denen bekannt war, dass sie starke Konzentrationen von Flugabwehrkräften enthielten, behielt eine starke Verteidigungsformation bei und führte die Bomber zum zugewiesenen Ziel. Als sich die Division dem Ziel näherte, wurde sie von feindlichen Jägern angegriffen, und als der Bombenangriff begann, wurden die Angriffe entschlossener. Für diesen Einsatz wurde er durch Allgemeine Verordnung General Orders No. 449 des Hauptquartiers der Achten US-Luftflotte vom 8. Juni 1944 zum zweiten Mal mit dem Silver Star ausgezeichnet, der ihm in Form eines bronzenen Eichlaubzweiges (Bronze Oak Leaf Cluster) verliehen wurde. Für seine Verdienste als Kommandeur des 1. Kampfbombergeschwaders wurde er ferner mit dem Distinguished Flying Cross ausgezeichnet, da durch sein Geschwader mehrere bedeutende Änderungen in der Kampfflugtechnik entwickelt wurden.
Nach der bedingungslosen Kapitulation der Wehrmacht am 8. Mai 1945 und dem Kriegsende auf dem europäischen Kriegsschauplatz kehrte Bill Gross nach 21-monatigem ununterbrochenem Kampfdienst im September 1945 in die Vereinigten Staaten zurück, um auf dem Militärflugplatz McChord Field in Washington zwischen dem 1. September und Oktober 1945 für den Pazifikkrieg das Kommando des aus dem 1. Kampfbombergeschwaders (1st Combat Bombardment Wing) hervorgegangenen 1. Bombergeschwaders (1st Bombardment Wing) zu übernehmen. Zu einem Einsatz seines Geschwaders kam es wegen der Atombombenabwürfe auf Hiroshima und Nagasaki am 6. August und 9. August 1945 und der Kapitulation Japans am 2. September 1945 jedoch nicht mehr.

### Nachkriegszeit und Aufstieg zum Brigadegeneral

William M. Gross war zwischen 1957 und 1960 Chef des Stabes des Taktischen Luftkommandos (Tactical Air Command).

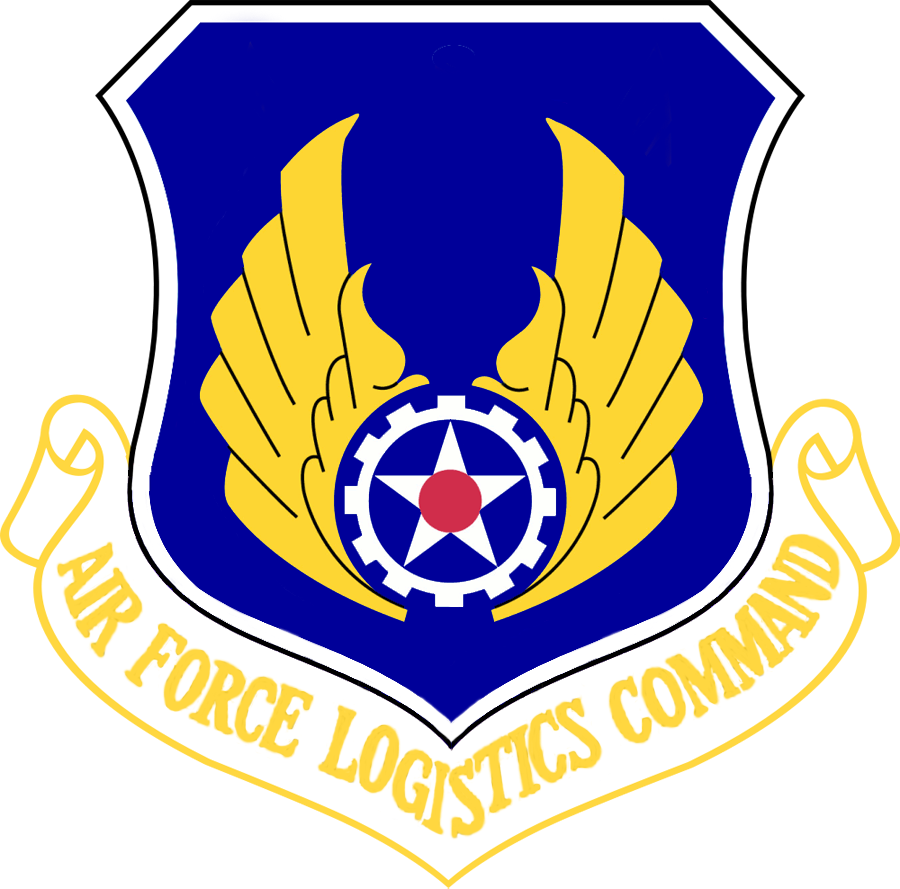
Zuletzt war Gross als Brigadegeneral von 1963 bis 1964 Direktor für Transport im Luftwaffenlogistikkommando (Director of Transportation, Air Force Logistics Command).

Nach Kriegsende war William M. Gross zwischen dem 24. Oktober 1945 und Juni 1946 Chef des Stabes des 9. Truppentransportkommandos (9th Troop Carrier Command). Am 31. Januar 1946 wurde seine Ernennung zum Brigadegeneral der Army of the United States aufgehoben. Er fungierte vom 1. Juli bis zum 31. Dezember 1946 als Chef des Stabes der Dritten US-Luftflotte (Third Air Force), die auf dem Militärflugplatz Greenville Air Force Base stationiert war, sowie zwischen dem 1. Januar und dem 30. Juni 1947 Chef des Stabes des Taktischen Luftkommandos (Tactical Air Command). Während er von August 1947 bis Juni 1948 das US Air War College (AWC) auf der Maxwell Air Force Base absolvierte, wurde er am 2. April 1948 zum Oberst (Colonel) der US Air Force (USAF) befördert, die am 18. September 1947 aus der US Army Air Forces (USAAF) hervorgegangen war. Im Juni 1948 kehrte er ins Hauptquartier des Tactical Air Command auf der Langley Air Force Base zurück und war zunächst Direktor für Anforderungen (Director of Requirements). Danach war er dort zwischen dem 20. Juni 1950 und dem 24. Januar 1951 Direktor für Operationen (Director for Operations) sowie daraufhin vom 25. Januar bis zum 31. Mai 1951 Assistierender Stellvertretender Chef des Stabes für Operationen des Taktischen Luftkommandos.
Am 17. Juli 1951 wurde Oberst Gross erster Kommandant der Luftwaffenschule für Boden-Luft-Operationen (US Air Force Air Ground Operations School) in Southern Pines, deren Aufbau er zuvor als Projektoffizier betreut hatte. Als er dieses Kommando 1952 abgab, wurde er erster Ehrenbürger von Southern Pines. 1952 unterstützte er das Luftwaffenkommando Pazifik (Pacific Air Command) beim Aufbau einer Schule für Boden-Luft-Operationen. Danach wurde er stellvertretender Kommandeur der in der Bundesrepublik Deutschland stationierten Zwölften US-Luftflotte (Deputy Commanding General, Twelfth Air Force) und verblieb dort bis Juni 1957. Während dieser Zeit war er maßgeblich an den Entwicklungen zum Ausbau der Ramstein Air Base beteiligt.
Im Juni 1957 kehrte William M. Gross noch einmal ins Hauptquartier des Taktischen Luftkommandos auf der Langley Air Force Base zurück und war bis März 1960 Chef des Stabes (Chief of Staff, Tactical Air Command). Im Anschluss fungierte er zwischen März 1960 und August 1963 als Chef der Militärischen Unterstützungsberatungsgruppe MAAG (Chief, Military Assistance Advisory Group) in Dänemark. Zuletzt übernahm er als Brigadegeneral (Brigadier General) am 26. August 1963 den Posten als Direktor für Transport im Luftwaffenlogistikkommando (Director of Transportation, Air Force Logistics Command) auf der Wright-Patterson Air Force Base. Diesen behielt er bis zu seinem Eintritt in den Ruhestand am 31. Juli 1964.
Als Bill Gross am 31. Juli 1964 in den Ruhestand ging, zog er nach McAllen, Texas, wo er an einem Immobilienunternehmen Orange Belt Gardens beteiligt war. Er war mit Ruth Clay Gross (1910–1992) verheiratet und starb am 2. Februar 1972 an einem Herzinfarkt. Nach seinem Tode wurde er auf dem United States Military Academy Post Cemetery in West Point beigesetzt.

## Auszeichnungen
Auswahl der Dekorationen, sortiert in Anlehnung an die Order of Precedence of Military Awards:
- Silver Star (2×)
- Distinguished Flying Cross